# Gérard Zinsstag
Gérard Zinsstag és un compositor suís de música contemporània, nascut el 9 de maig de 1941 a Ginebra.

## Biografia

### Orígens familiars
Gérard Zinsstag va néixer en una família de músics, donat que ja el seu avi Adolf, joier d'ofici, tocava el contrabaix, el piano i el violí i feia gires per Alemanya, Rússia, Palestina, etc. Pel que fa al seu pare, de nom artístic Claude Yvoire, era un músic fora de tota regla, que sabia tocar una multitud d'instruments: fagot, violoncel, contrabaix a l'Orchestre de la Suisse romande, organista i director de cor, compositor molt fecund de música lleugera per a Radio-Genève, autor igualment d'una opereta (creada a Avinyó el 1965 i titulada El Faune i l'Amor) i de la música d'una pel·lícula el 1949 amb Pierre Fresnay (Barry).

### Formació
Fa els estudis al col·legi Calvin i al Conservatori de música de Ginebra. Molt aviat, escriu poemes, aprèn rus de manera autodidacta i no acaba els estudis al col·legi, ja que els seus mals resultats en matemàtiques el fan renunciar a seguir l'itinerari tradicional. En canvi, assisteix assíduament, però de manera clandestina, a classes de filosofia i literatura a la Universitat de Ginebra.
Des de l'edat de setze anys, Gérard Zinsstag ofereix concerts com a flautista i comença a compondre petites peces de circumstància. Tot i no haver pogut obtenir el diploma de flauta al Conservatori de música de Ginebra, continua igualment la formació musical, superant les proves d'accés el 1961 al Conservatori de París, on s'hi quedarà fins al 1964 amb un segon premi que el satisfà amb escreix. Tindrà com a company d'estudis Edward Beckett (el nebot de Samuel Beckett, amb qui coincidirà sovint).
El 1963 assisteix a les classes de l'Accademia musicale chigiana (it) a Siena amb els membres del Quintetto chigiano: descoberta i revelació que Itàlia suposa per a ell, casament a Roma amb Maria Vittoria Semino (d'aquesta unió neix el 1969 una filla, Nadia, que morirà el 1998). Però la vida és difícil a Roma per a un jove músic estranger que busca feina: entra com a flauta solo en una orquestra itinerant (Deutsche Gastspieloper Berlin), i més endavant, de manera irregular, se’l convida com a “suplementari” a l'Orchestre de la Suisse romande. Durant aquest període de preocupacions materials, deixa de compondre. El 1969, entra finalment a formar part de l'Orquestra de la Tonhalle de Zuric, que abandona al cap de només set anys, poc interessat per l'ofici de músic d'orquestra, per dedicar-se exclusivament a la composició musical. Béatrice Rolli, la seva segons esposa, l'anima a reprendre la composició (d'aquesta unió neix el 1984 un fill, Silvio).

### Carrera
La vida de Gérard Zinsstag s'orienta llavors definitivament cap a la composició musical. A l'edat de 33 anys, estudia amb Hans Ulrich Lehmann, que l'ajuda amb benevolència i competència en els seus esforços. Força ràpidament, Gérard Zinsstag rep encàrrecs que el mantenen i l'animen en els seus passos (Televisió suïssa, Ciutat de Zurich, Camerata, Orquestra de la Tonhalle de Zurich). Després continua perfeccionant, com a alumne particular de Helmut Lachenmann a Stuttgart i Hannover. Aquest període és decisiu, i la influència del seu professor haurà resultat molt positiva, ja que Zinsstag aprèn amb ell a “pensar la música”, a organitzar-la en noves relacions, tant al nivell del material com de la forma i la idea musical. Compondre, deia el seu mestre, significa “construir un instrument”.
Participa activament als cursos d'estiu de Darmstadt el 1976 i 1978 amb dues creacions mundials, assisteix als cursos de György Ligeti, Karlheinz Stockhausen, Helmut Lachenmann, Gérard Grisey i Mauricio Kagel, i trava amistat amb els musicòlegs Martin Zenck i Herman Danuser. Progressivament coneix poetes (Claus Bremer, Charles Racine, que era el seu veí i confident), pintors Péter Panyoczki, Monique i Yves Planès, Claude Garanjoud sobretot, a Villeneuve-lès-Avignon), escultors Kurt Laurenz Metzler, Peter Meister, Sibylle Pasche, Oriano Galloni), intellectuals (Marco Baschera, Peter Schweiger): comença doncs per a ell un període per tant molt ric i estimulant.
El 1978 rep un encàrrec de Radio Baden-Baden per al Festival de Donaueschingen: la creació de Foris el 1979, per a dues orquestres, sota la direcció d'Ernest Bour. Aquesta peça, escrita encara una mica sota la influència de Lachenmann, el llança amb èxit en el món musical d'Alemanya. En aquesta època fa també unes quantes estades breus als Estats Units, sobretot a San Francisco (on Richard Felciano el convida a pronunciar una conferència a la Universitat de Berkeley) i a Nova York, on viu la seva mare. El 1981 li concedeixen la beca del DAAD a Berlín, on coneix Gérard Grisey que també gaudeix d'aquesta mateix beca. Trobada capital: aviat s'estableix una gran amistat entre els dos compositors, que durarà més de quinze anys fins a la mort sobtada de Grisey el 1998. Els dos amics compartien una casa als Alps grisons, on es trobaven la major part del temps per compondre i gaudir de la natura (és en aquesta casa de Schlans que Grisey, acompanyat per la seva fidel companya, la cantant Mireille Deguy, va compondre les seves últimes obres, entre les quals es compta Quatre Cants per passar el llindar). A ells s'unien, sovint a l'estiu, els amics de tota la vida Françoise i Allain Gaussin, així com Reinhard Febel.
A partir d'aquesta època, la música de Zinsstag s'interpreta cada cop més a França, gràcies al conjunt L'Itinéraire, i gràcies també a Radio-France1, que li encarrega diverses obres. El 1982, Zinsstag és resident a l'IRCAM, estada força decebedora (per l'organització de les classes) però tot i així positiva i útil per a dues de les seves obres (Artificis i Artificis II). Des del seu retorn de Berlin, Zinsstag decideix fundar, el 1985 i amb el suport de Thomas Kessler, un festival de música contemporània, el primer del gènere a Suïssa, els Tage für Neue Musik, que dirigirà fins al 1994. Aquest festival va ser possible amb el suport incondicional i entusiasta de Peter Schweiger, a l'època director del Teatre am Neumarkt, que oferí la seva casa i la seva infraestructura per posar en marxa el festival el 1986 i donar-hi suport fins al 1988, data en què Peter Schweiger acceptà la direcció del Teatre de Saint-Gall.
Des de 1995, el compositor ha renunciat a la seva activitat pedagògica al Conservatori de Zurich (flauta i música de cambra), per dedicar-se a la composició. Passa el temps entre la seva ciutat d'adopció, Zuric, i Villeneuve-lès-Avignon, la seva ciutat de predilecció. Les seves obres han estat dirigides per directors d'orquestra de renom: Gilbert Amy, Ernest Bour, Philippe de Chalendar, Olivier Cuendet, Péter Eötvös, Mark Foster, Fabio Luisi, Robert HP Platz, Pascal Rophé, Pierre-André Valade, Mario Venzago, Jürg Wyttenbach, David Zinman, etc. Tot i no exercir una activitat pedagògica en el domini de la composició, Gérard Zinsstag ha estat convidat a nombrosos seminaris i conferències (Universitats de Bamberg, Berkeley, la Sorbona, el Mozarteum de Salzburg, als conservatoris de Moscou, Zuric, París i Taipeh). Entre els seus amics, es compten l'assagista i novellista Guy Lelong, l'artista plàstic Patrice Hamel, els compositors Jean-Luc Hervé, Philippe Hurel, Allain Gaussin, Philippe Schoeller, Vladimir Tarnopolsky i recentment el poeta Joël-Claude Meffre. L'octubre del 2010 passa a ser membre de la Societat dels Amics d'Alfred Jarry amb seu a París.

## Obres
Les obres de Gérard Zinsstag es troben publicades a:

### Éditions RICORDI
tatastenfelder (1975), teatre instrumental per a 3 màquines d'escriure, piano, decorat i magnetòfon
- Durada: 12’
- Dedicat a: Armin Brunner
- Creació: 28 de gener de 1976 a Zurich, direcció: Armin Brunner
- Editiò: MOD 2029

wenn zum beispiel (1975) a partir d'un text de Franz Mon, per a 4 recitadors i 5 instrumentistes 
- Durada: 16’
- Encàrrec de la Televisió Suïssa Alemànica
- Dedicat a: Franz Mon
- Creació: 24 de setembre de 1976 per un conjunt ad hoc, direcció: Armin Brunner
- Editiò: MOD 2028

suono reale (1976) per a piano ofegat
- Durada: 12’
- Dedicat a: Werner Bärtschi
- Creació: 24 de juliol 1976 a Darmstadt per Christoph Delz
- Editiò: MOD 2027

Hülsen... oder die Irrfahrt des Kerns (1977) per a 4 vocalistes, sextet de corda, 2 cintes magnètiques i cor parlat
- Durada: 30’
- Encàrrec de la Ciutat de Zurich
- Dedicat a: Béatrice Rolli
- Creació: encara espera
- Editiò: MOD 2017

Innanzi (1978) per a contrabaix i orquestra
- Durada: 23’
- Encàrrec de la Societat de la Tonhalle de Zurich
- Dedicat a: Wolfgang Güttler
- Creació: 20 de gener de 1981 a Hamburg per Fernando Grillo i l'orquestra del NDR, direcció: Christopher Kean
- Editiò: MOD 2073

Foris (1978-79) per a gran orquestra dividida en dos grups
- Durada: 18’
- Encàrrec de Radio Baden-Baden
- Dedicat a: Josef Häusler
- Creació: el 20 d'octubre de 1979 a Donaueschingen per l'orquestra de la ràdio, direcció: Ernest Bour
- Editiò: MOD 2016

Perforation (1980) per 2 pianos, guitarra elèctrica, 3 percussions i 2 violoncels
- Durada: 21’
- Encàrrec de la Ciutat de Basilea (Basle)
- Dedicat a: Reinhard Febel i Michaël Zilm
- Creació: 20 de juny de 1980 a Stuttgart pel conjunt Planetarium, direcció: Michael Zilm
- Editiò: MOD 2164

Altération (1980) per orquestra de cambra
- Durada: 21’
- Encàrrec de l'Estat francès
- Dedicat: als membres de l'Itinéraire
- Creació: 30 de març de 1981 a París pel conjunt de l'Itinéraire, direcció: Boris de Vinogradov
- Editiò: TME 2192

Trauma (1980-81) per a doble cor a cappella
- Durada: 18’
- Encàrrec de Radio Stuttgart
- Dedicat a: Clytus Gottwald
- Creació: 23 d'abril de 1981 a Kassel pel cor de Radio Stuttgart, direcció: Klaus Martin Ziegler
- Editiò: MOD 2204

Altération (1991) versió revisada com a fragment
- Durada: 10’
- Dedicat a: Edison Denisov
- Creació: 27 d'abril de 1991 a Moscou pel conjunt ASM, direcció: Alexei Vinogradov
- Editiò:TME 2191

Incalzando (1982) per dos pianos
- Durada: 24'
- Encàrrec de Yukiko Sugawara
- Dedicat a: Yukiko Sugawara i Helmut Lachenmann
- Creació: 23 de març de 1983 a Baden-Baden pel duo Sugawara-Cramer
- Editiò: TME 3151

Artifices (1982-83) per a conjunt, 2 cintes magnètiques i dispositiu electro-acústic
- Durada: 20'
- Encàrrec de l'Itinéraire
- Dedicat: als membres de l'Itinéraire en l'ocasió del vintè aniversari del conjunt
- Creació: 20 d'abril de 1983 a París pel conjunt l'Itinéraire, direcció: Gilbert Amy
- Editiò: TME 3150

Sept fragments (1982-84), primer quartet, versió completa
- Durada: 32'
- Encàrrec de la WDR
- Dedicat a: Martin Zenck
- Creació: 4 de novembre de 1984 a Colònia pel Quartet de Sarrebruck
- Editiò: TME 3157

Stimuli (1984) per a alto, violoncel i contrabaix
- Durada: 18'
- Encàrrec de l'Estat francès
- Dedicat: als membres del Trio Basso (Colònia)
- Creació: 7 d'octubre de 1984 a Metz pel Trio Basso
- Editiò: TME 3162

Artifices II (1988) per a conjunt, 2 cintes magnètiques i dispositiu electro-acústic * Durada: 16'
- Encàrrec de l'Estat francès
- Dedicat a: Françoise i Tristan Murail
- Creació: 23 de juny de 1988 a París pel conjunt de l'Itinéraire, direcció: Yves Prin
- Editiò: TME 3156

Tempor (1991-92) per flauta, clarinet, piano i trio de corda
- Durada: 16'
- Encàrrec del Festival Antidogma,
- Dedicat a: Gérard Grisey
- Creació: 20 de novembre de 1992 a Perpignan pel conjunt Ex Novo, direcció: Claudio Ambrosini
- Editiò: TME 3169

Anaphores (1989) fantasia per piano i orquestra
- Durada: 16'
- Encàrrec de Radio France
- Dedicat: als pobles del Caucas
- Creació: 7 d'octubre de 1989 a Angers per Ichiro Nodaïra, piano, i la Nouvel Orchestre Philharmonique, direcció: Yves Prin
- Editiò: TME ?

u vremenu rata (1994) per a percussió sola (amb breu text)
- Durada: 10’
- Encàrrec de la fundació Suisa, Neuchâtel
- Dedicat a: Mircea Ardeleanu
- Creació: 7 d'octubre de 1994 a Graz per Mircea Ardeleanu
- Editiò: TME 215

2e quatuor (1994-95) per quartet de corda
- Encàrrec del cantó de Zurich
- Durada: 20’
- Dedicat a la memòria de Béla Bartók
- Creació: prèvia el 6 de novembre de 1997 a París, 7 de novembre de 1997, Zurich pel Quartet Diotima
- Editiò: TME 218

Tahir (1995) fantasia per alto solo, orquestra de corda i petita percussió
- Encàrrec de l'Estat francès i amb el suport de Mark Foster
- Durada: 15’
- Dedicat a: Mark Foster
- Creació: 27 de març de 1996 a Lyon per Dimitrios Polisoidis i l'Orquestra dels Països de Savoia, direcció: Mark Foster
- Editiò: TME 219

Ergo (1996) dos moviments per piano solo, petit conjunt de vent i percussió
- Durada: 14’
- Encàrrec de la Ciutat de Zurich
- Dedicat a: Helmut Lachenmann per als seus 61 anys
- Creació: 14 de novembre de 1996 a Zurich, per Tomas Bächli i el Conjunt S, direcció: Christoph Mueller
- Editiò: TME 248

Hommage à Charles Racine (1996-97) a partir d'una tria de poemes de Charles Racine, per a mezzo soprano i conjunt
- Durada: 24'
- Encàrrec de Radio France
- Dedicat a: Charles Racine (dedicatòria pòstuma)
- Creació: 13 de febrer de 1998 per Mireille Deguy i el conjunt de l'Itinéraire, direcció: Renato Rivolta
- Editiò: TME 3163

Trois Etudes (1998) per marimba baixa 
- Durada: 12'
- Encàrrec de Christoph Brunner
- Creació: 6 de desembre de 2005 a Moscou per Dimitri Vlassik
- Editiò: TME ?

Ubu cocu (1998-2001), òpera bufa a partir d'Alfred Jarry, llibret de P. Schweiger i G. Zinsstag
- Durada: 104 minutes
- Encàrrec del Teatre de Saint-Gall, la fundació Henneberger-Mercier i la fundació STEO
- Dedicat: a la memòria del meu pare
- Creació: 28 d'abril de 2001, Òpera de St-Gall, Suïssa, direcció: Jürg Wyttenbach
- Editiò: TME 3152

Passage (2000-2001) per orquestra 
- Durada: 20'
- Encàrrec de Radio Suisse Romande
- Dedicat: a la memòria de Gérard Grisey
- Creació: 20 de 2002 a Ginebre per l'Orquestra de la Radio Suisse Romande, direcció: Fabio Luisi
- Editiò: TME 3162

Cinq fragments (2001), primer quartet (versió curta)
- Durada: 24'
- Dedicat: als membres del quartet de corda de l'Itinéraire
- Creació: 8 de novembre de 2002 al Festival Manca a Niça pel Quartet de l'Itinéraire
- Editiò: TME 3158

Troisième Quatuor à cordes (2002-2003)
- Durada: 20'
- Encàrrec del Lucerne Festival
- Dedicat: als membres del quartet Sine Nomine
- Creació: 14 de setembre de 2003 a Lucerna pel Quartet Sine nomine
- Editiò: TME 3155

Kinêsis (2002) per oboè i piano
- Durada: 7-8'
- Dedicat a: Allain Gaussin
- Encàrrec del Conservatori Superior de Zuric
- Creació: 13 d'octubre de 2003 a Winterthur per Pilar Fontalba
- Editiò: TME 3164

Empreintes (2003) per mezzo soprano i orquestra
- Durada: 22'
- Encàrrec del SWR Stuttgart
- Dedicat a: Mireille Deguy
- Creació: 2 d'abril de 2004 a Stuttgart per Mireille Deguy i l'Orquestra del SWR, direcció: Ruppert Huber
- Editiò: TME 3161

Ubuphonie (2003-2004) suite treta de l'òpera per a tres veus solistes i orquestra
- Durada: 33'
- Encàrrec de la Tonhalle de Zurich
- Solistes: Cornelia Kallisch (mezzo), Howard Haskin (tenor) i Paulo Medeiro (baix)
- Dedicat a: David Zinman i Trygve Nordwall
- Creació: 5 d'abril de 2005 a Zurich per l'Orquestra de la Tonhalle de Zurich, direcció: David Zinman
- Editiò: TME 3153

Quatre mouvements (2004-05) per a conjunt mixt de 15 músics
- Durada: 20'
- Encàrrec de la Fondation Pro Helvetia
- Dedicat a: Christoph Keller
- Creació: 2 d'abril de 2005 a Zurich pel conjunt Collegium Novum, direcció: Mark Foster
- Editiò: TME 3166

Rémanences (2004-2006) per mezzo soprano, cinc instruments, tres percussions i dispositiu electro-acústic
- Durada: 21'
- Encàrrec de l'IRCAM i del Centre Pompidou
- Dedicat a: Elisabeth Lepidi
- Creació: 5 de desembre de 2006 a Ginebra per Sylvia Nopper, soprano i el conjunt Contrechamps, direcció: Pascal Rophé
- Tècnic Ircam (Alexis Baskind)
- Editiò: TME 3167

Gilgamesh (2004-2007) per a recitador, conjunt instrumental, dansa i vídeo
- Durada: 90' environ
- Encàrrec de l'Estat francès
- Dedicat a: Anne-Catherine de Perrot i Philippe Moënne-Loccoz
- Creació en francès: 13 de novembre de 2007 a Annecy pel conjunt Pléiade i Marianne Pichon, direcció: Jean-Paul Odiau
- Creació en alemany: 8 de febrer de 2008 al Schiffbau de Zurich pel conjunt Pléiade i Peter Schweiger, direcció: Jean-Paul Odiau
- Coreografia/posada en escena: Perrine Maurin
- Dansa: Franck Picart
- Vídeo: Hervé Bailly-Basin
- Tècnic: Studio MIA (Philippe Moënne-Loccoz)
- Editiò: TME 3154

Mozaic (2008) per violoncel i piano
- Durada: 7-8'
- Encàrrec del Concours de Genève
- Dedicat a: Edward Beckett
- Creació: entre el 19 i el 22 d'octubre de 2008 a Ginebra (23 candidats)
- Editiò: TME 3171

Cinq petites études sur les résonances (2008) per piano 
- Durada: 8'
- Encàrrec de la Fondation Landolt per al Departament de la Haute Ecole des Arts de Zurich
- Dedicat a: Anne-Catherine de Perrot i See Siang Wong
- Creació interna el 28 de maig de 2009 a Zurich per Ju-Young Im (primer premi) i cinc candidats més
- Creació oficial: 9 de setembre de 2009 a Zurich per See Siang Wong
- Editiò: TME 3160

BING (2009), sobre un text de Samuel Beckett, per mezzo soprano i conjunt
- Durada: 16’
- Encàrrec de la Societat Suïssa de Música Contemporània
- Dedicat a: Marco Baschera i Georges Kan
- Creació: 25 de març de 2010 a Ginebra (Festival Archipel), per els conjunts Vortex i Mondrian, direcció: Gérard Zinsstag
- Editiò: TME 3159

Réitération (2010), per piano
- Durada: 12’
- Encàrrec del Conjunt TaG (Theater am Gleis), Winterthour
- Dedicat a: Philippe Schoeller
- Creació: 25 de novembre de 2010 a Winterthour per Rafael Rüti
- Editiò: TME 4350

Lasciar vibrar (2010), per conjunt
- Durada: 20’
- Encàrrec del Festival de Zurich (Tage für Neue Musik)
- Dedicat a: Pierre-André Valade
- Creació: 13 de novembre 2010 a Zurich pel conjunt Athelas de Copenhague, direcció: Pierre-André Valade
- Editiò: TME 3165

Anaphores (2011), versió de piano i conjunt
- Durada : 17 min
- Dedicat a : David Chevalier
- Creaciò : 4 de fever 2011 a Nice pel conjunt "Apostrophe," direcciò : Mark Foster
- Editiò : TME 3149

Eskatos (2012), per 12 veus solistes, ottoni i percussiònes
- Durada : 25 min
- Encàrrec de l'Estat francès
- Dédicat a: Roland Hayrabedian
- Créaciò: 14 de fever 2015 a Marseille pel conjunt Musicatreize, direcciò : Roland Hayrabedian
- Editiò : TME 3173

Seul, l'écho (2011-2012), per mezzo soprano i conjut en un poema de Joël-Claude Meffre
- Durada : 15 min
- Amb el suport de la fundació Pro Helvetia
- Dedicat a: Patricia i Joël-Claude Meffre
- Creaciò el primer de juny a Copenhague pel conjunt Athelas Sinfonietta, mezzo soprano Francine Vis, direcciò Pierre-André Valade
- Editiò: TME 3172

Ricercari (2014) pour bayan i conjut
- Durada: 15 min
- Encàrecc de la CCMM de Mosca amb el suport de la fundaciò Pro Helvetia
- Dedicat a: Serghei Tchirkov i Vladimir Tarnopolsky
- Creaciò: 27 d'octubre 2014 a Mosca pel conjut CCMM, direcciò : Igor Dronov
- Editiò: Sy. 4746

Katharina Lips (2014), fragment pour double chœur a cappella (2 x 8)
- Durada: 5 - 6 min
- Escrit per al concurs Deutscher Chor Verban
- Creaciò: encara espera
- Editiò: Sy. 4744

Tahir (2014) per a viola i percussió
- Durada: 10 min
- Encàrrec del Ex Novo Ensemble
- Dedicat a: Claudio Ambrosini
- Creatiò: 18 d'octubre de 2014 a Venècia, amb Mario Paladin i Annunziata Dellisanti
- Editiò: Sy. 4748

Rilke Lieder (2015), per a mezzo soprano i junts amb poemes de Rainer Maria Rilke
- Durada: 20 min
- Encàrrec del conjunt Lemniscate i amb el suport del banc UBS
- Dédicat a: Conjunt Lemniscate de Basilea
- Creatiò: 26 de novembre de 2015 a Berna amb el conjunt Lemniscate, veu Eva Nievergelt, direcció Daniel Moreira
- Editiò: Sy. 4747

Partita (2015-2016), per octet de vent (fl. htb, 2 clar, 2 fagots, 2 cors)
- Durada: 20 min
- Encarrès de Bläserserenaden Zürich i amb el suport de la ciutat de Zuric
- Dedicat a: Andrea Kollé
- Creatiò: 23 de maig de 2016 a Zuric

- Editiò: Sy. 4743

Discolorato (2016), per mezzo soprano i junts amb poemes de Petrarca
- Durada: 12 min
- Encàrrec de Radio France
- Dedicat a: Isabel Soccoja
- Primera emissió: entre el 21 i el 27 de maig de 2017 a France Musique
- Creatiò: 24 de gener de 2019 a Brest de Sillages i Isabel Soccoja, direcció Gonzalo Bustos
- Editiò: Sy. 4757

Masques (2015-2016), per piano i orquestra de harmonia, arpa, 4 percussió i 3 contrabaix
- Durada: 25 min
- Encarrès de l'Orquestra Simfònica de Göttingen
- Dedicat a: Ancuza Aprodu i Christoph-Mathias Mueller
- Creatiò: 30 de setembre de 2017 a Göttingen amb l'Orquestra Simfònica de Göttingen, piano Ancuza Aprodu, direcció Christoph-Mathias Mueller
- Editiò: Sy. 4745

Incantation (2017), per flauta (partitura que conté extractes dels poemes de Charles Racine a recitar)
- Durada: 5 min
- Dedicat a: Walter Feldmann i Gudrun Racine
- Creatiò: 31 de gener de 2018 a Zuric
- Editiò: Sy. 4789

Klavierquartett (2017), per piano, violí, viola i violoncel
- Durada: 20 min
- Dedicat a: Mark Foster
- Creatiò: 7 de juny de 2019 a Salzburg
- Editiò: Sy. 4851

S'un casto amor (2017), per cinc veus a cappella en un sonet de Michelangelo
- Durada: 10 min
- Encàrrec de l'Estat francès (Ministeri de Cultura
- Dedicat: ensemble Tarentule
- Creatiò:18 de maig de 2019 a Lyon per l'ensemble Tarantule
- Editiò: Sy. 4941

Vier Affekte (2018), per flauta, clarinet, lupòfon, contrafort, arpa, piano, violí i violoncel
- Durada: 20 min
- Dedicat: conjunt proton bern (ensemble proton bern)
- Creatiò : 27 de maig de 2019 a Berna pel conjunt de proton, direcció Matthias Kuhn
- Editiò : Sy. 4942

Hölderlin & Paronyme (2019), per mezzo soprano sobre extractes dels poemes de Hölderlin
- Durada: 10 min
- Encarrès de Musikfestival Bern
- Dedicat a: Isabel Soccoja
- Creatiò : 11 de setembre del 2019 a Berna
- Editiò : Sy. 4945

Camerata (2018),per violoncel, baix marimba i 15 cordes
- Durada : 15 min
- Encarrès del Camerata Zürich amb el suport de la ciutat de Zur
- Dedicat a: Karolina Öhman
- Creatiò: el 28 de setembre de 2019 a Zuric per la Camerata Zurich, direcció Jürg Henneberger
- Editiò: Sy. 4947

### Éditions Salabert (París)
Cut Sounds (1984, revisió 1991) per eorgue de tracció mecànica obligatòria
- Durada: 20’
- Encàrrec de la Universitat de Hartford (USA)
- Creació: 20 de setembre de 1991 a Lucerna per Kei Koïto

Tempi inquieti (1984-86) per piano, 2 percussions i gran orque
- Durada: 25’
- Encàrrec de la Fundació Pro Helvetia
- Dedicat a: Jürg Wyttenbach
- Creació: 30 de setembre de 1989 a Lausana per Daniel Cholette (piano), Siegfried Kutterer i Gerhard Huber (percussió) i el Taller Filarmònic de Suïssa, direcció: Mario Venzago

eden jeden (1987) a partir d'un poema de Claus Bremer, per mezzo-soprano, conjunt i cinta magnètica
- Durada: 20’
- Encàrrec del SWF Baden-Baden
- Dedicat a : Claus Bremer
- Creació : 17 d'octubre de 1987 a Donaueschingen per Yukiko Kanegae i el Conjunt Köln, direcció: Robert HP Platz

Espressivo (1990) per cimbalom i 13 instrumentistes 
- Durada: 15’
- Encàrrec del Conjunt InterContemporain
- Dedicat a: Péter Eötvös
- Creació: 11 d'abril de 1991 a París per Michel Cerutti i el Conjunt InterContemporain, direcció: Péter Eötvös

Diffractions (1993) per tres percussions
- Durada: 12’
- Encàrrec de la Ciutat de Basilea
- Dedicat a: Trio de Percussió de Basilea
- Creació: 12 de novembre de 1993 a Basilea pel Trio de percussió de Bâle

### Textos de Gérard Zinsstag (selecció)
- Aspects of Composing, ms., conferència a la Universitat de Berkeley, febrer de 1979
- Tagebuch (Foris), programa general del festival de Donaueschingen, oct. 1979
- Innanzi, Revue Musicale Suisse, 1982, 1r quadern
- Replik an Rudolf Kelterborn, Revue Musicale Suisse, 1982, 3r quadern
- Musik hören, Musik erfahren, ms., WDR Cologne, març de 1984
- L'avenir de la musique électronique, programa general de Metz, nov. 1984
- Die helvetische Vorsicht oder die Ohnmacht der zeitgenössischen Musik in der Schweiz (50 Jahre Pro Musica, Atlantis Musikbuch, 1988)
- Entrevista avec G. Zinsstag, Salabert-Actuel N° 5, París, 1988
- Das Phänomen Scelsi, programa general dels “Tage für Neue Musik Zürich” 1989
- Editorial, programa general dels “Tage für Neue Musik Zürich” 1990
- Leningrad: Printemps musical 1990, Dissonance N° 24, maig de 1990
- Regards sur l'Itinéraire, Revue Musicale, París 1991
- Gedanken über die Gattung “Streichquartett”, programa general del simposi de Brême, 1991
- 20 compositeurs suisses sur la sellette, Dissonance N° 42, 1994
- Conferències de Moscou, París, Salzburg i Zurich sobre l'estètica i l'artesania, ms., 1992-1995
- Le matériau aboli, text de presentació de Vortex temporum (G. Grisey, CD una corda), 1997
- Le Seuil est franchi, homenatge a Gérard Grisey, 1999, Dissonance N˚ 64
- Humus musical, 1999, Entre Denges et Denezy, pàgs 154 -157 ISBN 3-7957-0400-6 (Edition Schott)
- Simplicité et dépouillement dans le deuxième chant des Quatre chants pour franchir le seuil de Gérard Grisey, 2004, l'Harmattan (Conferència a la Sorbona, París 1999)
- Présence insaisissable et passage éphémère: la musique, pourquoi faire ? (Conferència impartida a la Universitat de Zurich en el marc del col·loqui “Präsenzerfahrung in Literatur und Kunst” el juny de 2004), Wilhelm Fink Verlag 2008, pàgs. 101-106.
- Entretien avec Gérard Zinsstag, auteur de la pièce imposée au Concours de Genève (converses recollides per Walter Grimmer) dins: Le Violoncelle, N° 30, febrer de 2009

### Textos i articles sobre Gérard Zinsstag (selecció)
- Bossert, Dorothea: Trauma in “Musik in Deutschland 1950-2000” (CD Deutscher Musikrat, RCA Red Seal)
- Breidenbach Beate (Hrg): Von der Lust nach Befreiung und Enthemmung, ein Gespräch mit Gérard Zinsstag und Peter Schweiger, Programmheft Theater St.Gallen (2000-2001) en el marc de la creació mundial d'Ubu Cocu
- Duruz Martine: entretien avec Gérard Zinsstag, Scènes magazine, setembre de 2001, pàg. 9
- Herbert Büttiker: Ein Krokodil ist definitiv kein Polyeder, der Landbote (St.Gallen), 30 d'abril de 2001
- Sandro Cappelletto: Tempor, text de presentació del compact disc Edipan
- Philippe de Chalendar: Artifices I et II, cahiers de l'Itinéraire, París, 1991
- Florian Drouet: Voyages en Orient, Le Dauphiné libéré, 27 de març de 1996
- Ehrismann Sybille: Das Klanggeheimnis im Geräusch, MLZ, 12 d'abril de 1995
- Feld Ulrike: Von der Schönheit der Monster (Programmheft Theater St-Gallen, anlässlich der UA von Ubu Cocu)
- Jungheinrich Hans-Klaus: Zitiermaschine auf vollen Touren, Frankfurter Rundschau, 30. April 2001
- Gartmann Thomas: Tempor, text d'introducció Grammont Portrait “Opera Nova” CTS-M 63”
- Glanz Christian: Trauma, programa ORF, Viena, 23 de gener de 1992
- Harry Halbreich: Gérard Zinsstag, text de presentació del compact disc Grammont
- Kühn Georg-Friedrich: Foris, ms., Südwestfunk Baden-Baden, 1981, Komponistenportrait, ms., Deutschlandfunk, Cologne, 1982
- Korschunova Victoria: Musique russe et suisse, La vie musicale, Moscou, 1993, Gérard Zinsstag: popularité et impopularité, Académie musicale 1, Moscou, 1993
- Langlois Frank: Tempi inquieti, texte de présentation du catalogue Salabert
- Meyer Thomas: Ein Gespräch mit dem Komponisten Gérard Zinsstag, Tages-Anzeiger Zürich, 13. 10. 1979; Unbändige Phantasie, Tages-Anzeiger Zürich, 7.4.1995; Schreissquätsche und Archäoptéryx, St.Galler Tagblatt, 27. 4. 2001
- Müller Patrick: Les Ubuistes et les Bourgeois, Revue Dissonance N° 69, juny de 2001
- Renggli Hanspeter: Der Witz des Absurden - die Faszination des Bösen (Ubu Cocu), Schweizer Musikzeitung-Revue Musicale Suisse Nr. 6, juny de 2001
- Szendy Peter: - Rencontres insolites, programme EIC, París 1991; Matière et Mémoire, Dissonance N° 31, 1992
- Schibli Siegfried: Und zum Abendessen gibt es Bürgerhirn, Basler Zeitung, 30 d'abril de 2001
- von der Weid Jean-Noël: Si par exemple, Dissonance N° 28, 1991; Gérard Zinsstag, entrevista publicada dins “swiss contemporary composers”, distribuït per Pro Helvetia; Le débauché sublime (au sujet d'Ubu Cocu), Programme 2001 (Editions Musicales Européennes)
- Wohnlich David: Diffractions, text de presentació del CD JS 304-2 “Percussion”
- Zenck Martin: Trauma, ms., S. F. Berlin, 1981; Sept fragments, ms., WDR Cologne, abril de 1983; Zeit-Schönheit-Tradition, Kategorien im Musikdenken von Gérard Zinsstag, MusikTexte, gener de 1994, quadern 52.

## Discografia i altres
- Disque portrait (wenn zum beispiel, Innanzi, Foris, Trauma) Grammont CTS -P 36-2
- Tempor, CD PAN 3053
- Diffractions, CD Jecklin Edition “Percussion”, JS 304-2
- Tempor, CD, Grammont CTS-M 63, Conjunt opera nova
- Tahir (CD promocional de l'Orquestra dels Països de Savoia, Radio France)
- Hommage a Charles Racine, CD Fuga libera (FUG 501)
- Trauma, Musik in Deutschland 1950-2000, Deutscher Musikrat, RCA Red Seal
- u vremenu rata (en temps de guerre) per Mircea Ardeleanu, percussió, Grammont CTS-M 121
- Cinq petites études sur les résonances pour piano per See-Siang Wong, Swiss Piano Music, ZHdK Records 23/10

Videografia
- wenn zum beispiel, muntatge i direcció: Peter Schweiger, producció DRS, Zurich, 1976
- Komponistenportrait, direcció: Klaus Figge, introducció P. Wapnevski, SWF 3, 1979
- eden jeden, direcció: desconegut, ZDF, 1989
- Traumjäger (Espressivo), coreografia de Pablo Ventura, Zurich 1997, vídeo privat
- Bing (YouTube)
- Vier Affekte (YouTube)
- Tempor (YouTube)

Diccionnaris
- New Grove, Edition 2000, pàg. 848
- How’s How in Music, Edition 1991-1992, pàg. 927
- La musique de XXe siècle, Jean-Noël von der Weid, Hachette, pàgs 114 et 116
- Die Musik des 20. Jahrhunderts, Jean-Noël von der Weid, Insel, pàgs 166, 168, 171, 524, 635
- Kürschners Deutscher Musik-Kalender
- Encycloædia Universalis